# Nozomu Kanaguchi
Nozomu Kanaguchi (født 8. september 1981) er en tidligere japansk fodboldspiller.
Han har spillet for flere forskellige klubber i sin karriere, herunder Mito HollyHock.